# Березняк (Мордовия)
 Березняк  —поселок в составе Куликовского сельского поселения Теньгушевского района Республики Мордовия.

## География
Находится на левом берегу Мокши на расстоянии примерно 7 километров по прямой на юг от районного центра села Теньгушево.

## История
Основан в 1922 году переселенцами из села Кураево.

## Население
Постоянное население составляло 48 человек (мордва 96%) в 2002 году, 35 в 2010 году .